# Pitcairnia torresiana
Pitcairnia torresiana är en gräsväxtart som beskrevs av Lyman Bradford Smith. Pitcairnia torresiana ingår i släktet Pitcairnia och familjen Bromeliaceae. Inga underarter finns listade i Catalogue of Life.